# Garcinia urophylla
Garcinia urophylla är en tvåhjärtbladig växtart som beskrevs av Scortech. och George King. Garcinia urophylla ingår i släktet Garcinia och familjen Clusiaceae. Inga underarter finns listade i Catalogue of Life.